# Jewgienij Pomazan
Jewgienij Walerjewicz Pomazan (rus. Евгений Валерьевич Помазан, ur. 31 stycznia 1989 w Angren) – rosyjski piłkarz grający na pozycji bramkarza. Od 2017 roku gra w klubie Bałtika Kaliningrad.

## Kariera piłkarska

### Kariera klubowa
Jest wychowankiem Kubania Krasnodar. W 2007 roku, w ostatnim dniu letniego okienka transferowego, Pomazan przeszedł na wypożyczenie do klubu CSKA Moskwa. 28 października 2007 roku zaliczył swój debiut w Priemjer-Lidze w wygranym 4-2 meczu przeciwko Krylji Sowietow.

### Kariera reprezentacyjna
Brał udział w Mistrzostwach Europy U-17 w Piłce Nożnej 2006, gdzie jego reprezentacja wygrała turniej. Został również powołany na turniej Meridian Cup 2007 do reprezentacji UEFA U-18. Europejska drużyna wygrała wtedy 10-1 w dwumeczu z afrykańskim zespołem CAF.